# Cleisomeria lanatum
Cleisomeria lanatum là một loài thực vật có hoa trong họ Lan. Loài này được (Lindl.) Lindl. ex G.Don mô tả khoa học đầu tiên năm 1855.